# Raggare

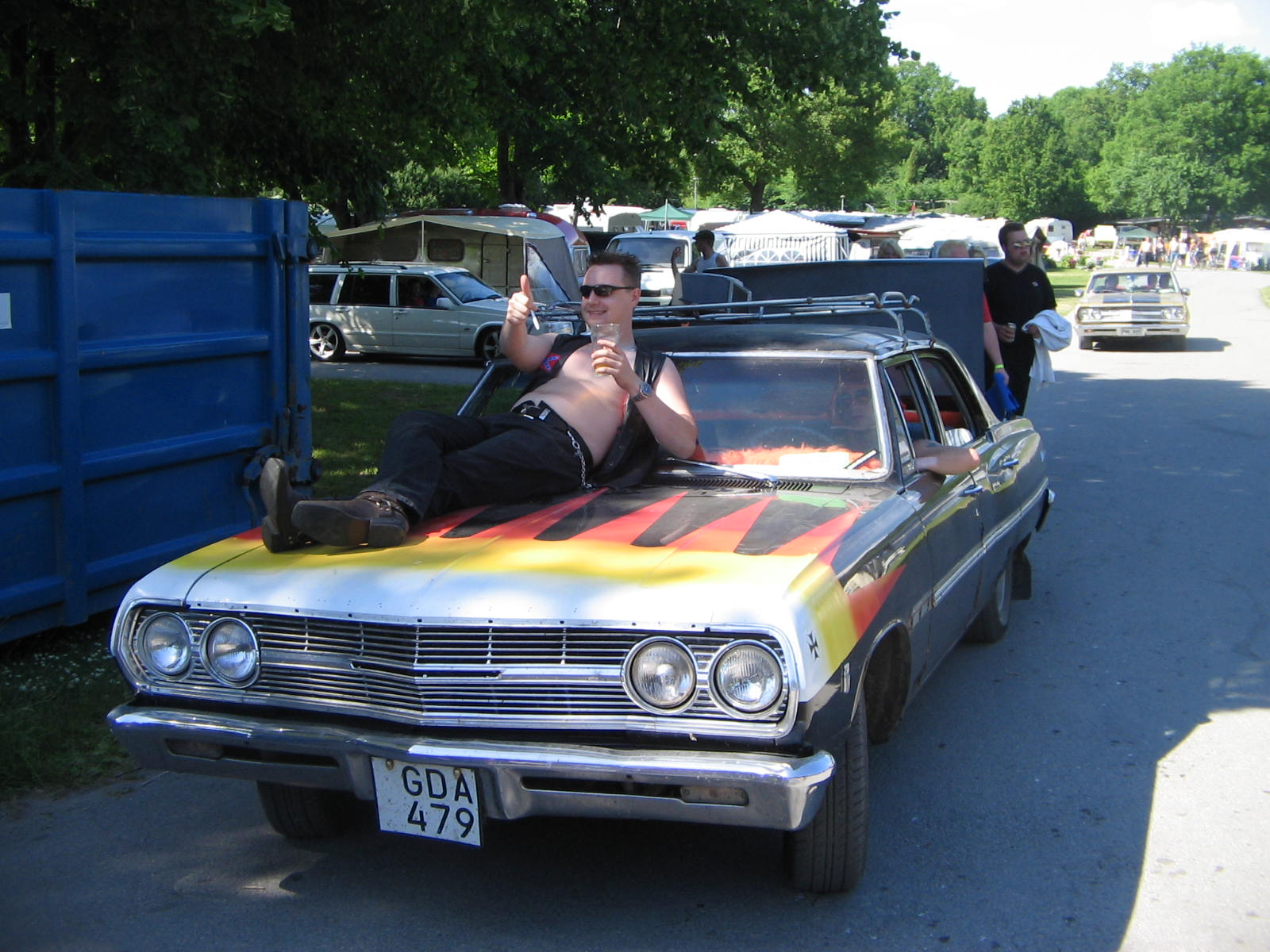
Raggare och raggarbil, en Chevelle (Bilden är tagen under Power Big Meet 2005).

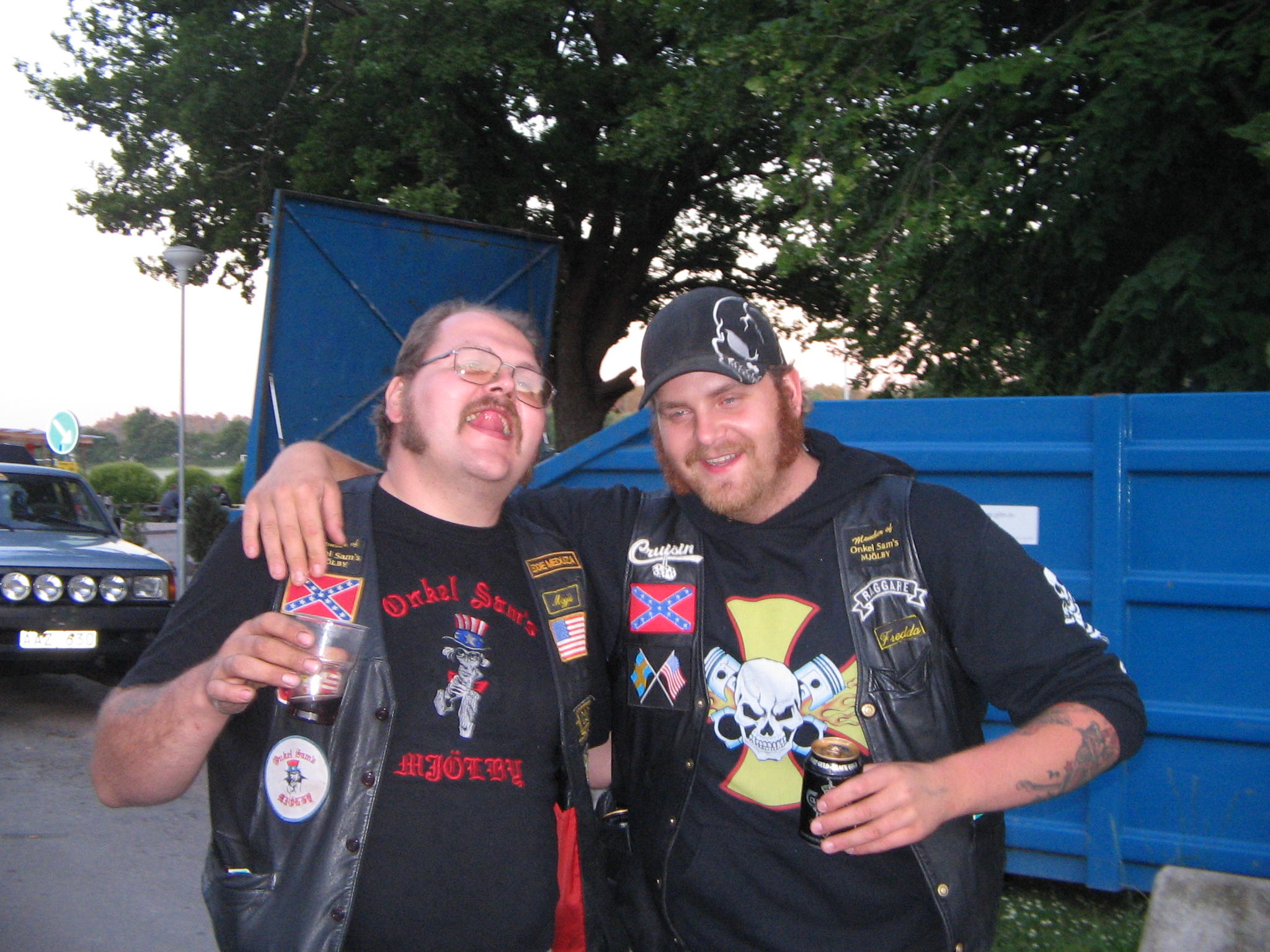
Två raggare (Bilden är tagen under Power Big Meet 2005).

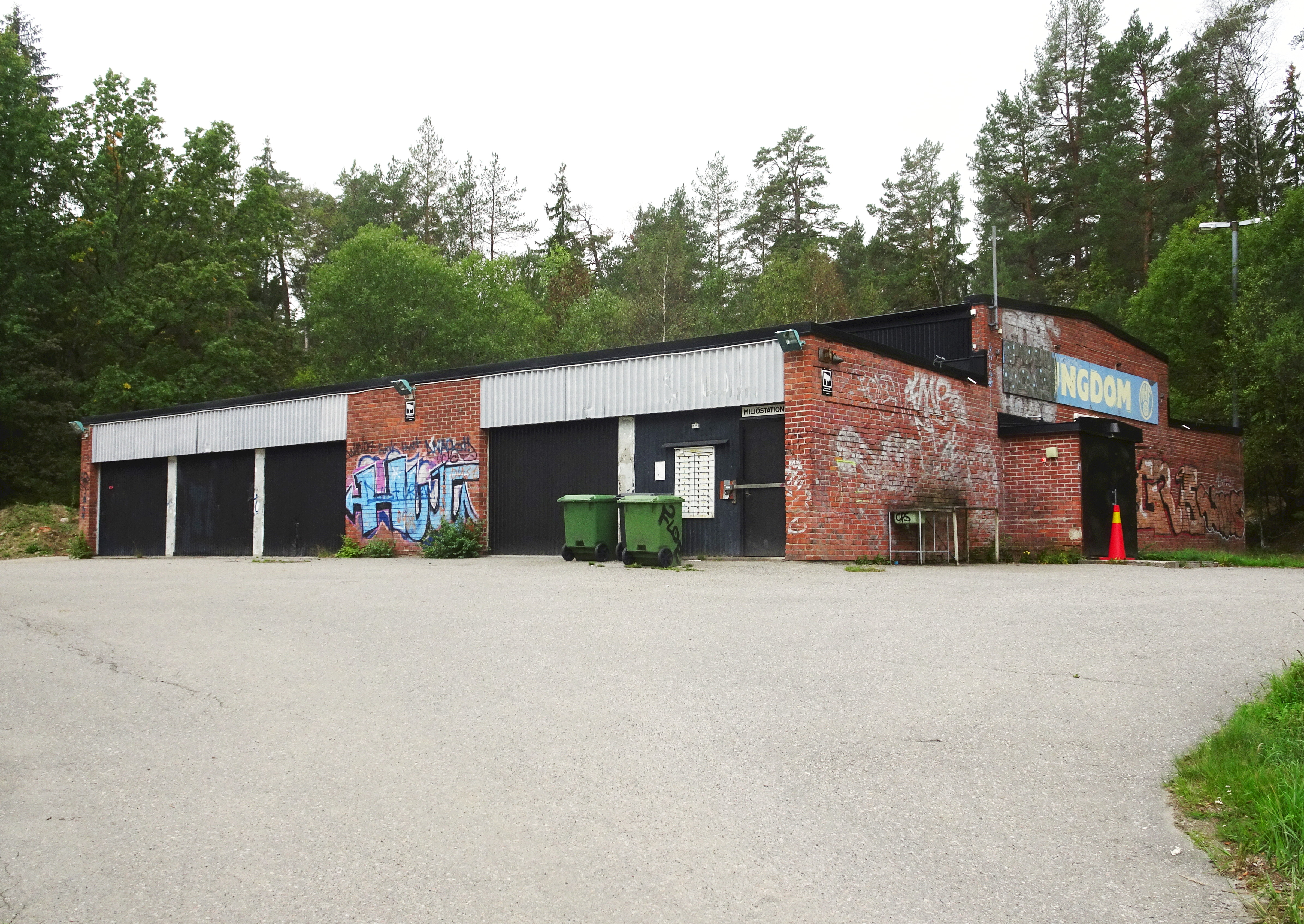
Raggargården "Ekstubben", södra Stockholm.

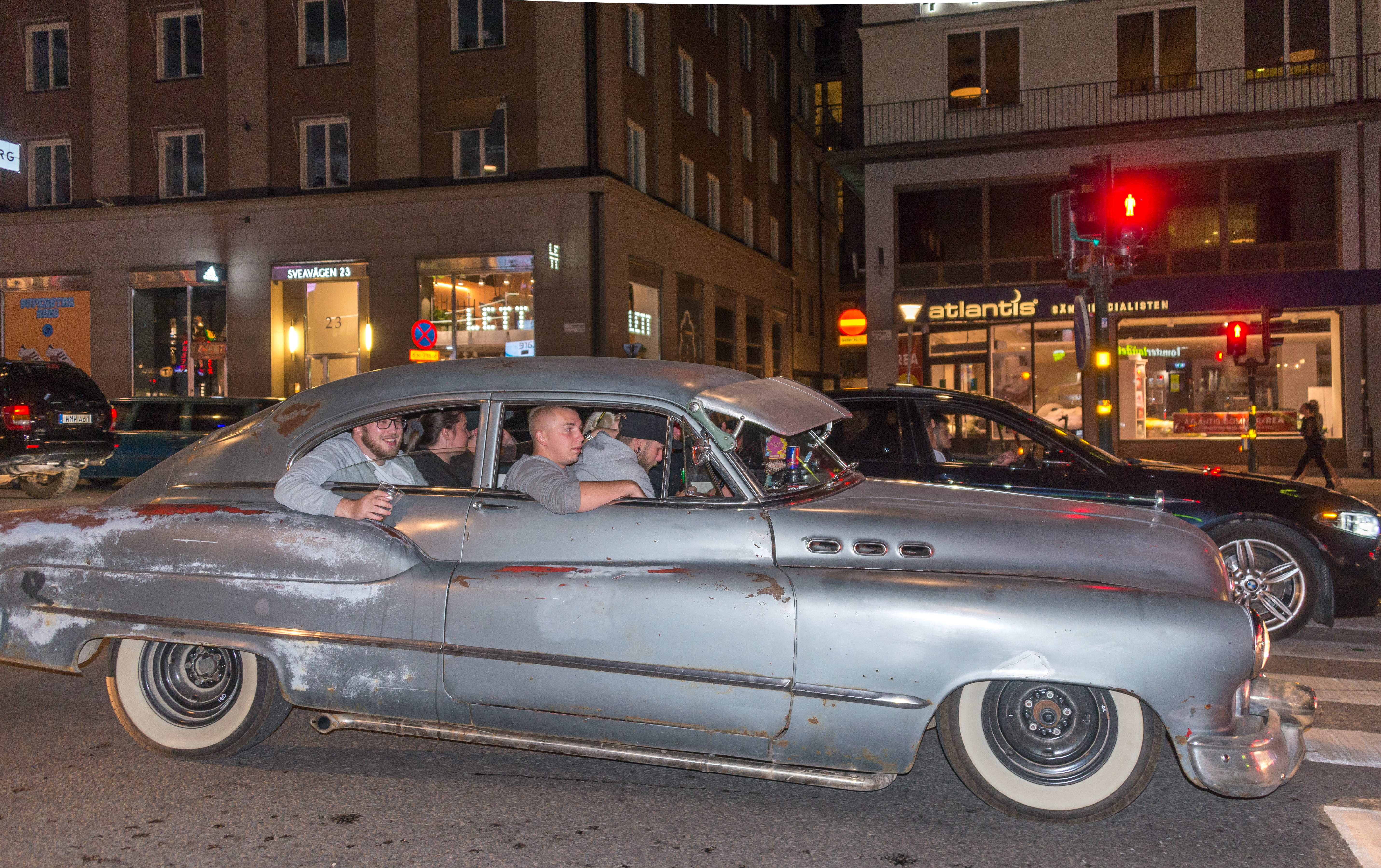
Raggarcruising på Sveavägen i Stockholm med pilsnerraggare i en 1950 Buick Super Riviera Sedan.

Raggare är en person som tillhör viss motorburen subkultur. Raggare har funnits i Sverige sedan 1950-talet och är vanligast i glesbygd och på mindre orter. Förekomsten minskade under 1980- och 90-talen, men har ökat väsentligt därefter. Raggare brukar ofta delta i bilcruisingar.

## Uppkomst, kännetecken och tolkning
Under 1950-talet expanderade den svenska välfärdsstaten ytterligare, och nya livsstilar uppstod, många gånger med inspiration från USA. Ungdomen fick mer pengar och fritid, och i Sverige kallades många ur den motorburna ungdomen för raggare.[källa behövs]
Raggarkulturens uppkomst hänger samman med det stigande välståndet och rockmusikens intåg i mitten av 1950-talet och inspirerades av Elvis Presley, Tommy Steele och Bill Haley. Kulturen omfattades framför allt av den arbetande ungdomen, medan studenter och gymnasister hade andra stilar. Det maskulina, hårda betonades. Grabbarna klädde sig i jeans och hade frisyr med brylcreem och uppkammad lugg, medan tjejerna hade hövolmsfrisyr. Stilen kan tolkas som en ambivalent inställning till moderniteten: Raggarnas val av blänkande amerikanska bilar var ett tecken på framtidstro - överdrivandet av ett mansideal var en reaktion på ifrågasättande av könsrollsmönster.

### Etymologi
Raggare är ett slangord med osäkert ursprung.
En teori är att ordet har en koppling till "ragg", som kan syfta på grov ull, borst och ovårdat hår. En annan är att det kommer av ragga upp, vilket är slang för att plocka upp saker för egen räkning, av ragga (i betydelsen "söka sexuell kontakt med någon", ursprungligen åkarslang för att "köra ett lass") Ett exempel är "ragga (fånga) flickor".

## Synonymer
Under 1960-talet kallade mods de manliga raggarna för sunar och tjejerna för dorisar.

## Historia
De första raggargängen bildades i Stockholm i slutet av 1950-talet. De mest omskrivna i pressen var The Road Devils. Deras ledarfigur var Bosse "Gamen" Sandberg (som 1970 startade motortidningen Colorod). The Road Devils hade skyltar hängande under den bakre kofångaren, med texten: The Road Devils, San Fernando, och senare ersattes San Fernando med medlemsnumret. The Road Devils kallades vanligen för Vägdjävlarna av samtida pressen. Andra stora raggarklubbar i Stockholm vid den tiden var The Car Angels och Teddy Boys Car Club. Den 26 juli 1959 uppstod de stora raggarkravallerna i Kristianstad mellan raggare och polis. Tidningarna skrev stora rubriker och politikerna gjorde utredning om händelserna.
Runt 1962–1964 var de första mytomspunna raggarklubbarna borta.
Raggarkulturen inspirerades starkt av den amerikanska rock'n'roll-kulturen med stora bilar, brylcreem med mera. Subkulturer som liknar raggarna har funnits i de flesta västeuropeiska länder, men ingenstans har de varit så livskraftiga som i Sverige, (utom möjligen i Finland, det land i Europa där det finns flest amerikanska bilar per invånare, och då främst Åland som har många raggare).
Under 1970-talets senare år rådde fullt krig mellan raggare och punkare. Eddie Meduza släppte singeln Punkjävlar 1978. Den blev snabbt kultförklarad. Punkband, både svenska och utländska, blev attackerade av raggargäng under turnéer i Sverige, och svenska punkband skrev låtar mot raggarkulturen, bland annat The Rude Kids punksingel Raggare is a bunch of motherfuckers.
Under Magnus Ugglas folkparksturné 1979 blev raggarna rasande och kastade stenar och ägg på honom efter att Expressen berättat om Ugglas nya singel Centrumhets som handlar om raggarna i Nässjö.
Raggarkulturen har ibland parodierats. Det mest kända exemplet är kanske rollpersonerna Ronny och Ragge, gestaltade av Peter Settman och Fredde Granberg i början av 1990-talet.
Pilsnerraggare är en benämning på raggare som åker runt i gamla slitna bilar med musik på högsta volym. Något som ofta väcker känslor bland förbipasserande och boende.

## Epitet
- Knutte
- Spätta

## Attribut
- Gällivarehäng
- Raggarskåra
- Raggarrock
- Raggarbil
- Wunderbaum

## Raggare i fiktion
- Raggare!, film med bland andra Christina Schollin och Bill Magnusson
- Raggargänget, film med bland andra Ernst-Hugo Järegård och Jan-Olof Strandberg
- Ronny och Ragge, TV-serie med bland andra Peter Settman och Fredde Granberg
- Nadja Nilssons raggarbrorsor "Roffe", "Ragge" och Reinhold, Bert